# Damias procrena
Damias procrena là một loài bướm đêm thuộc phân họ Arctiinae, họ Erebidae.